# Novi Farkašić
Novi Farkašić je naselje u Republici Hrvatskoj, u sastavu Grada Petrinje, Sisačko-moslavačka županija. 

## Povijest
Novi Farkašić bio je poprištem vrlo važne bitke u Domovinskom ratu u kojoj su hrvatske snage postigle veliku pobjedu nad velikosrpskim osvajačem: selo je obranjeno, spriječeno stvaranje uvjeta za prodor JNA do Zagreba, uništeno dosta neprijateljskog oklopa ali i također zaplijenjeno mnogo oklopnih vozila. Bitka se odvijala 17. – 19. listopada 1991.

## Stanovništvo
Prema popisu stanovništva iz 2001. godine, naselje je imalo 114 stanovnika te 46 obiteljskih kućanstava.
| broj stanovnika | 306   |       | 376   | 455   | 430   | 468   | 393   | 389   | 376   | 361   | 326   | 242   | 208   | 193   | 114   | 81    | 67    |
|                 | 1857. | 1869. | 1880. | 1890. | 1900. | 1910. | 1921. | 1931. | 1948. | 1953. | 1961. | 1971. | 1981. | 1991. | 2001. | 2011. | 2021. |